# آرلین جاج
آرلین جاج (انگلیسی: Arline Judge؛ ‏ ۲۱ فوریهٔ ۱۹۱۲ – ۷ فوریهٔ ۱۹۷۴) بازیگر و خواننده اهل ایالات متحده آمریکا بود که بیشتر در فیلم‌های کم‌هزینه درجه ب فعالیت می‌کرد، اما به دلیل ازدواج‌های مکرر، از جمله ازدواج با دو برادر، تا حدی شهرت پیدا کرد. او در مدرسه سنت آگوستین در بریجپورت و کالج نیوراچل تحصیل کرد و دومی را برای دنبال کردن حرفه بازیگری ترک کرد.
جاج در ایفای نقش زنانی خاکی‌مزاج با پاکدامنی مشکوک تخصص داشت و در نخستین سال‌های حضورش در هالیوود، در اوج دوران حرفه‌ای خود قرار داشت. او در فیلم‌های هالیوودی پیشا-کد مانند عصر رضایت و شکارچیان هیجان بازی کرد، فیلم‌هایی که اغلب در استودیوهای کم‌بودجه ساخته می‌شدند. او همچنین در برخی از آثار مهم تولیدشده توسط استودیوهای بزرگ، نقش‌های مکمل ایفا کرد.
از فیلم‌ها یا برنامه‌های تلویزیونی که وی در آن نقش داشته‌است، می‌توان به شیپ کافه، نمایش فوتبال، گناه هارولد دیدلباک، قانون جنگل و شجاع کلمه‌ایست برای کری اشاره کرد.